# فرندز (فصل ۲)
فصل دوم فرندز یک کمدی موقعیت آمریکایی که توسط دیوید کرین و مارتا کافمن ساخته شد، در ۲۱ سپتامبر ۱۹۹۵ در کانال ان‌بی‌سی پخش شد. این فصل شامل ۲۴ قسمت است و پخش آن در ۱۶ می ۱۹۹۶ به پایان رسید.

## بازخورد
فصل دوم در راتن تومیتوز دارای ۳ نقد فهرست شده‌است که همگی مثبت هستند.
کلایدر فصل را در رتبه هفتم در رتبه‌بندی ده فصل فرندز قرار داد. به گفته آنها، " یکی با ویدئوی جشن جشن " قسمت برجسته آن بود.